# Bernard Chazelle

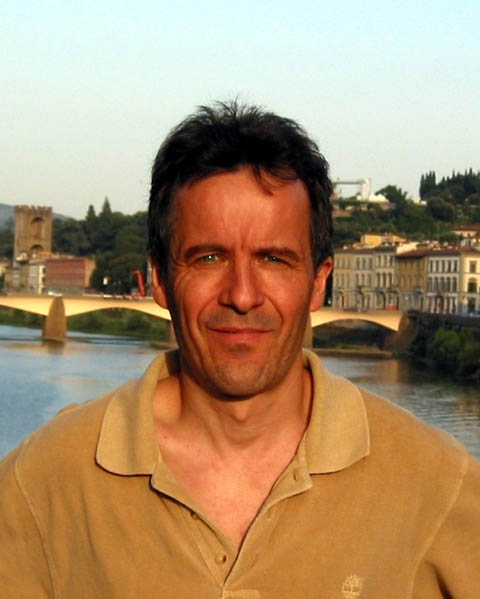
Bernard Chazelle

Bernard Chazelle (* 1955 in Paris) ist ein französisch-amerikanischer Informatiker und Mathematiker. Er ist seit 1989 Professor an der Princeton University und beschäftigt sich vorrangig mit algorithmischer Geometrie.

## Werdegang
Bernard Chazelle begann seine akademische Ausbildung in seiner Heimatstadt und erhielt dort 1977 ein Diplom in angewandter Mathematik von der École des mines de Paris. Anschließend wechselte er an die Yale University in die Vereinigten Staaten, wo er 1980 bei David P. Dobkin im Fachbereich Informatik zum Ph.D. promoviert wurde (Dissertation Computational geometry and convexity). Als Post-Doc war er zwei Jahre an der Carnegie Mellon University tätig, bevor er 1982 eine Position als Assistenzprofessor für Informatik an der Brown University übernahm. Diese hatte er drei Jahre inne, ehe er 1985 für ein Jahr in seine Heimat zurückkehrte und in gleicher Funktion an der École normale supérieure arbeitete.
1986 folgte Chazelle schließlich dem Ruf der Princeton University und erhielt dort 1989 eine ordentliche Professur für Informatik, die 2002 um Mathematik erweitert wurde und die er bis heute innehat (Professor of Computer Science and Mathematics).

## Wissenschaftliches Schaffen
Chazelle befasst sich hauptsächlich mit Algorithmen und algorithmischer Geometrie, sowohl im Rahmen der theoretischen Informatik als auch mit der praktischen Anwendung derer. Weitere Schwerpunkte stellen Diskrepanz- und Komplexitäts- und Graphentheorie dar, so beschäftigt er sich beispielsweise mit Spannbäumen oder dem Problem der Museumswächter. Insgesamt veröffentlichte er bisher drei Bücher sowie etwa 250 Fachartikel und Buchkapitel und ist zudem an der Herausgabe zahlreicher Fachzeitschriften beteiligt. 
Sein Algorithmus für den minimalen Spannbaum gehört zu den schnellsten nicht-randomisierten Algorithmen für dieses Problem.
1994 war Chazelle Guggenheim Fellow, bevor er 1995 in die Association for Computing Machinery aufgenommen wurde. 2001 war er an einem Séminaire Nicolas Bourbaki beteiligt. 2002 wählte man ihn die European Academy of Sciences und 2004 in die American Academy of Arts and Sciences.

## Bücher
- Advances in Discrete and Computational Geometry. Contemporary Mathematics, Band 223, Providence, 1998, ISBN 978-0-8218-0674-6. (als Herausgeber mit Jacob E. Goodman & Richard Pollack)
- The Discrepancy Method: Randomness and Complexity. Cambridge University Press, 2000, ISBN 978-0-521-00357-5.
- L’Algorithmique et les Sciences. Leçon Inaugurale, Collège de France, Fayard, 2013, ISBN 978-2213672014.

## Persönliches
Sein Sohn Damien Chazelle ist ein oscarprämierter Regisseur und Drehbuchautor. In dessen Film Guy and Madeline on a Park Bench (2009) spielte Bernard Chazelle eine kleine Rolle. Zudem betätigt er sich als Komponist und Essayist.